# Faragó Rezső
Faragó Rezső (Nagylak, 1887. október 23.– Buenos Aires, 1953. október 26.) magyar újságíró.

## Életútja
A hírlapírók ösztöndíjával beutazta Európát, s Hétországon keresztül c. kötetében (Nagyszalonta, 1913) számolt be élményeiről. Már 21 évesen újságot szerkesztett Szabadkán. Majd bevonult katonának az Osztrák–Magyar Monarchia hadseregébe, s harcolt az első világháborúban. 1919 után a nagyváradi lapok népszerű riportere. 1924-ben a Szalontai Lapok, 1925-ben a Graphic-Union c. háromnyelvű nyomdaipari szaklap felelős szerkesztője Nagyváradon, majd a Reggeli Újság szerkesztője (1928-29).
Az 1920-as évek végén kivándorolt Dél-Amerikába. Ott újságot alapított a kint élő magyaroknak, Délamerikai Magyarság címen. Első száma 1929. június 29-én jelent meg. Az újságot húsz éven át, 1949 áprilisáig szerkesztette. Haladó hagyományt teremtett, ma is él az általa alapított újság Argentínában Délamerikai Magyar Hírlap címen. A trianoni békediktátumot soha nem helyeselte, e miatt börtönt is kapott az akkor még demokratikus Romániában, később argentínai újságját nem engedték be Jugoszláviába, Romániába és Csehszlovákiába. Ezzel kapcsolatos emlékeit Székely szenvedők c. könyvében örökítette meg.
Egész életében demokratikus gondolkodású ember volt, az általa szerkesztett lapok függetlenségére, pártatlanságára igen odafigyelt.